# Letis fusa
Letis fusa är en fjärilsart som beskrevs av Achille Guenée 1852. Letis fusa ingår i släktet Letis och familjen nattflyn. Inga underarter finns listade i Catalogue of Life.